# ヴィットリオ・ヴェネト (戦艦)
|            | |
| 艦歴       | |
| 発注:      | CRDA社トリエステ造船所 |
| 起工:      | 1934年10月28日 |
| 進水:      | 1937年7月25日 |
| 就役:      | 1940年4月28日 |
| 退役:      | |
| その後:    | スクラップとして廃棄 |
| 除籍:      | 1948年2月1日 |
| 性能諸元   | |
| 排水量:    | 公称：35,000 トン 基準：43,624 トン 満載：45,752 トン |
| 全長:      | 224.5m 237.8m（水線長） |
| 全幅:      | 32.9 m |
| 吃水:      | 10.5 m |
| 機関:      | ヤーロー式重油専焼水管缶8基+ブルッゾー式ギヤード・タービン4基4軸推進 |
| 最大 出力: | 140,000hp |
| 最大 速力: | 31.45ノット （56 km/h） |
| 航続 距離: | 16ノット/4,580海里 |
| 燃料:      | 重油：4,000トン（満載） |
| 乗員:      | 1,830名（旗艦時：1,910名） |
| 兵装:      | 38.1cm（50口径）3連装砲3基 15.2cm（55口径）3連装速射砲4基 9cm（50口径）単装高角砲12基 37mm（54口径）連装機関砲10基 2cm（65口径）単装機銃20基（機関砲・機銃は時期により増加） |
| 航空兵装:  | 水上機3機 カタパルト1基 |

ヴィットリオ・ヴェネト (Vittorio Veneto) は、イタリア海軍の超弩級戦艦でヴィットリオ・ヴェネト級戦艦 (classe Vittorio Veneto) の1番艦である。
ただし姉妹艦リットリオ (Littorio) をネームシップとして扱い、リットリオ級戦艦 (Classe Littorio) と表記する資料もある。
艦名は第一次世界大戦のヴィットリオ・ヴェネトの戦いに因む。

## 建造経緯
本級は、イタリア王立海軍 (Regia Marina) が第二次世界大戦中に竣工させた最初で最後の超弩級戦艦である。基本的な船体設計は第一次大戦時に計画された「フランチェスコ・カラッチョロ級」を踏襲している。だが海軍休日 (Naval Holiday) が終わりを告げる中で、イタリアの仮想敵国であるフランス海軍は新世代の主力艦としてダンケルク級戦艦 (Classe Dunkerque) を建造する。続いて拡大発展型のリシュリュー級戦艦 (Classe Richelieu) を建造した。
仮想敵国の新型艦に対抗すべく、イタリア側もプリエーゼ式水中防御方式など数々の新機軸を投入して新世代戦艦たる本級を建造した。

## 艦歴

### イタリア参戦まで
ヴィットリオ・ヴェネトはトリエステのカンティエーリ・リウニーティ・デッラドリアーティコで1934年（昭和9年）10月28日に起工、1937年（昭和12年）7月25日に進水し、1940年（昭和15年）4月28日に竣工した。6月10日、イタリアは第二次世界大戦に枢軸側として参戦し、イギリスとフランスに宣戦布告した（イタリアの参戦）。この時点では本級2隻（ヴェネト、リットリオ）とも出撃できる状態ではなかった。

### 1940年
1940年（昭和15年）8月、ヴィットリオ・ヴェネトと姉妹艦リットリオ (Littorio) を含むイタリア艦隊は、イギリス海軍のハッツ作戦に呼応して出撃した。9月下旬にも、イギリス輸送船団を攻撃するために出撃した。
10月下旬よりイタリア軍はギリシャに侵攻を開始、バルカン戦線が形成された。イギリス軍とイタリア軍の双方がギリシャに輸送船団を送り込み、この過程で幾つかの海戦が起きる。
11月11日、イギリス地中海艦隊（司令長官アンドルー・ブラウン・カンニガム中将）はタラント空襲を敢行する。
英空母イラストリアス (HMS Illustrious, R87) を発進したソードフィッシュ（Fairey Swordfish）の夜間雷撃により、姉妹艦リットリオを含むイタリア海軍の主力艦3隻が大破着底した。ヴィットリオ・ヴェネトなど健在艦はナポリに移動した。
優位にたったイギリス海軍は、ジブラルタルを拠点とするH部隊（司令官ジェームズ・サマヴィル中将）によってホワイト作戦やMB9作戦を実施した。地中海艦隊もイラストリアスを主軸に据えて積極的な行動に出た。イタリア海軍はタラント奇襲を生き延びたヴィットリオ・ヴェネトを中核に艦隊を再編し、イギリス艦隊を邀撃した。特に後者のMB9作戦をめぐって11月27日にスパルティヴェント岬沖海戦が生起した。ヴィットリオ・ヴェネトは遠距離からの7度の主砲斉射によりH部隊（Force H）の巡洋艦隊を後退させる。だがH部隊に英空母アーク・ロイヤル (HMS Ark Royal, 91) がいたので、イタリア艦隊は空母の脅威を前に撤退を余儀なくされた。アーク・ロイヤルを発進した11機のソードフィッシュがイタリア戦艦2隻（ヴィットリオ・ヴェネト、ジュリオ・チェザーレ）を雷撃したが、イタリア側は回避に成功した。

### 1941年
1941年（昭和16年）1月、シチリア島に展開したドイツ空軍が活動を開始して、地中海のパワーバランスが変化する。地中海艦隊の英空母イラストリアスも、MC4作戦に従事中の1月10日にJu-87スツーカの急降下爆撃で撃破され、戦線から離脱した。
英海軍は空母フォーミダブル (HMS Formidable, R67) を地中海艦隊に派遣した。このフォーミダブルが、ヴィットリオ・ヴェネトに痛打を浴びせることになる。
2月上旬、イギリスのH部隊はグロッグ作戦を発動し、イタリア本土のジェノヴァ軍港砲撃を敢行した。イタリア艦隊はH部隊を捕捉するために出動し、ヴィットリオ・ヴェネトは戦艦ジュリオ・チェザーレ (Giulio Cesare) や巡洋艦戦隊と共に出撃した。だがH部隊と遭遇しなかった。
3月下旬、イギリス軍はラスター作戦を実施する。イタリア海軍は新鋭戦艦ヴィットリオ・ヴェネト（海軍最高司令長官アンジェロ・イアキーノ中将旗艦）と、巡洋艦8隻および駆逐艦多数をイギリス輸送船団撃滅のために派遣し、これを英戦艦ウォースパイト (HMS Warspite) を旗艦とする地中海艦隊が迎え撃った。ペロポネソス半島沖で繰り広げられたマタパン岬沖海戦は、巡洋艦部隊の前哨戦ではじまった。
イタリア艦隊は英巡洋艦部隊に対して有利な戦闘を続けていたが、やがてフォーミダブルの航空攻撃で状況が一変する。マルタから飛来したブレニム爆撃機の空襲と、フォーミダブル第二次攻撃隊の雷撃が重なり、ヴィットリオ・ヴェネトの左舷艦尾に魚雷が命中する。操舵装置を破壊されたヴェネトには約4,000トンの海水が浸水し、洋上に停止した。イタリア艦隊は、旗艦ヴィットリオ・ヴェネトを援護するため5列の特異な陣形を取った。その掩護下でヴェネト乗組員は必死の応急修理をおこない、18ノット航行可能となる。そこにフォーミダブル第三次攻撃隊（アルバコア6機、ソードフィッシュ2機）およびクレタ島から発進したソードフィッシュ2機が飛来してイタリア艦隊を攻撃した。ソードフィッシュの雷撃で、被雷した重巡ポーラ (Pola) が航行不能になる。ヴェネト以下の本隊は離脱に成功したが、ザラ級3隻と伊駆逐艦2隻はイギリス戦艦に捕まって撃沈された。イギリス艦隊旗艦ウォースパイトでは、カニンガム提督達が航行不能となった伊重巡ポーラを「動けなくなったヴィットリオ・ヴェネトではないか」と推測し、救援に来た伊重巡ザラ (Zara) およびフィウメ (Fiume) もろとも海底に葬ったのである。
イタリア艦隊は重巡3隻と駆逐艦2隻の犠牲を出したが、ヴィットリオ・ヴェネトはターラントに帰還できた。しかしながら修理には5ヶ月を要した。建造中の姉妹艦ローマ (Roma) から部品を流用して修理を行ったという。
4月下旬、ギリシャの戦いに敗れたイギリス軍はギリシャから撤退し、5月下旬にはクレタ島からも撤退した。戦局の焦点は英領マルタに移った。イギリス海軍は空母による航空機輸送作戦（Club Run）を実施してマルタにハリケーン (Hawker Hurricane）やスピットファイア (Supermarine Spitfire）を補給し、海上からはマルタ輸送船団を送り込んだ。
修理後のヴィットリオ・ヴェネトとリットリオは、イギリス軍が実施したハルバード作戦などの邀撃に参加した。
北アフリカでは、イタリアのエジプト侵攻により北アフリカ戦線が形成されていた。イタリア軍は北アフリカの枢軸国軍むけの補給作戦を開始、M41作戦を発動する。この輸送船団を護衛するため、またマルタ島にイギリス戦艦2隻在泊との情報もあり（誤報）、リットリオとヴィットリオ・ヴェネトを含むイタリア艦隊主力艦も出撃した。12月14日、新鋭戦艦（リットリオ、ヴィットリオ・ヴェネト）および護衛の駆逐艦と魚雷艇はメッシーナ海峡でイギリス潜水艦アージの魚雷攻撃を受ける。魚雷1本が命中し、ヴィットリオ・ヴェネトは損傷した。修理に数ヶ月を要した。このため第1次シルテ湾海戦には参加していない。

### 1942年
1942年（昭和17年）には「Gufo」E.C.4 レーダーを装備する最初のイタリア戦艦となる。地中海戦線と北アフリカ戦線の勝敗の行方は、イギリス軍がマルタ島の防衛に成功するか、枢軸国軍がヘラクレス作戦（イタリア側呼称C3作戦）を発動してマルタ島を占領できるかどうかにかかっていた（マルタ攻囲戦）。イギリス軍はマルタ死守の決意を固め、大規模輸送作戦を実施する。
6月中旬、ヴィガラス作戦の迎撃に参加。6月15日、戦艦リットリオとヴィットリオ・ヴェネトを含むイタリア艦隊は連合軍大型機と潜水艦の攻撃をうけ、リットリオが被雷して中破した。
8月中旬、イギリス軍はペデスタル作戦を発動し、マルタ島へ大輸送船団を派遣する。枢軸軍は潜水艦、航空機、魚雷艇、水上艦隊で迎撃したが、イタリア新鋭戦艦は出撃しなかった。このペデスタル作戦の成功によりイギリス軍はマルタの制空権を盤石にし、地中海攻防戦の分岐点となった。ヘラクレス作戦は中止され、地中海の制海権はイギリスが握りつづけた。

### 1943年以後
1943年（昭和18年）9月上旬、イタリアは降伏した。イタリア本国艦隊司令長官のカルロ・ベルガミーニ大将は新鋭戦艦3隻（ローマ、ヴィットリオ・ヴェネト、イタリア）を率いて出撃する準備をしていたが、祖国の降伏によりラ・スペツィアから移動することになった。これはドイツ軍による接収を避けるという側面もあり、実際にラ・スペツィアで修理中の重巡2隻（ゴリツィア、ボルツァーノ）は進駐してきたドイツ軍に鹵獲されている。このイタリア艦隊をドイツ空軍のDo217（第100爆撃航空団）がフリッツXで攻撃し、旗艦ローマ (Roma) は爆沈してベルガミーニ提督も戦死した。姉妹艦イタリアは被弾したが、生還できた、
フリッツXの攻撃から生き延びたヴィットリオ・ヴェネトとリットリオはエジプトに派遣され、スエズ運河のグレートビター湖で抑留された。ヴィットリオ・ヴェネトが連合国軍と共にフランス南部および太平洋で戦闘に参加するという提案は、政治的・運用上の配慮により実現しなかった。
ヴィットリオ・ヴェネトは地中海で56回の作戦活動に参加し、その内の11回は索敵攻撃任務であった。
第二次世界大戦後、イタリアでは王政が廃止されて共和国が樹立した。パリ条約の締結にともない、イタリア海軍の艦艇のうち、一部は賠償艦として連合国陣営に引き渡される。ヴィットリオ・ヴェネトは賠償艦としてイギリスに回航されたが、その後イタリアに返還された。1948年に除籍された後も長期間保管されていたが、1960年にスクラップとして廃棄された。